# Carlos González Ambriz
Carlos Eduardo González Ambriz (Tampico, Tamaulipas, México, 5 de noviembre de 1973) es un futbolista mexicano. Jugaba de defensa y su equipo de retiro fueron Los Angeles Blues de Estados Unidos.

## Trayectoria
Debutó en Primera División de México en el empate como visitante de Monterrey 0-0 con el Atlético Celaya, en juego de la Jornada 1 del torneo Invierno 96.
Su mejor torneo ha sido el Verano 1998 donde participó en 16 encuentros, jugando completos once de ellos. Para el Invierno 2001 es transferido al Necaxa, donde jugó a un buen nivel y para el Apertura 2006 es transferido al recién ascendido Gallos Blancos.
Jugó la Copa Libertadores 1999 con los Rayados y Copa Merconorte 2001 con Necaxa.

### Clubes
| Club                | País                | Año         | Partidos | Goles | Media |
| ------------------- | ------------------- | ----------- | -------- | ----- | ----- |
| C.F. Monterrey      | México              | 1996 - 2001 | 60       | 2     | 0.03  |
| I.D. Necaxa         | México              | 2001 - 2006 | 148      | 9     | 0.06  |
| Querétaro F.C.      | México              | 2006 - 2007 | 2        | 0     | 0     |
| Tampico Madero F.C. | México              | 2009        | 5        | 0     | 0     |
| Total en su carrera | Total en su carrera | 1996 - 2009 | 215      | 11    | 0.05  |

- Datos: Q5042131

## Estadísticas

### Clubes
La siguiente tabla detalla los encuentros disputados y los goles marcados en los clubes en los que ha militado.
| C. F. Monterrey · México | 1.ª                 | 1996-97             | 5   | 0  | 1 | 0 | -  | - | 6   | 0  |
| C. F. Monterrey · México | 1.ª                 | 1997-98             | 21  | 2  | - | - | -  | - | 21  | 2  |
| C. F. Monterrey · México | 1.ª                 | 1998-99             | 4   | 0  | 0 | 0 | 4  | 0 | 8   | 0  |
| C. F. Monterrey · México | 1.ª                 | 1999-00             | 16  | 0  | - | - | -  | - | 16  | 0  |
| C. F. Monterrey · México | 1.ª                 | 2000-01             | 9   | 0  | - | - | -  | - | 9   | 0  |
| C. F. Monterrey · México | 1.ª                 | Total               | 55  | 2  | 1 | 0 | 4  | 0 | 60  | 2  |
| C. Necaxa · México | 1.ª                 | 2001-02             | 40  | 6  | - | - | 7  | 0 | 47  | 6  |
| C. Necaxa · México | 1.ª                 | 2002-03             | 23  | 2  | - | - | 4  | 0 | 27  | 2  |
| C. Necaxa · México | 1.ª                 | 2003-04             | 19  | 0  | - | - | -  | - | 19  | 0  |
| C. Necaxa · México | 1.ª                 | 2004-05             | 28  | 1  | 3 | 0 | -  | - | 31  | 1  |
| C. Necaxa · México | 1.ª                 | 2005-06             | 21  | 0  | 3 | 0 | -  | - | 24  | 0  |
| C. Necaxa · México | 1.ª                 | Total               | 131 | 9  | 6 | 0 | 11 | 0 | 148 | 9  |
| Querétaro F.C. · México | 1.ª                 | 2006-07             | 2   | 0  | - | - | -  | - | 2   | 0  |
| Querétaro F.C. · México | 1.ª                 | Total               | 2   | 0  | - | - | -  | - | 2   | 0  |
| Tampico Madero F.C. · México | 2.ª                 | 2009                | 5   | 0  | - | - | -  | - | 5   | 0  |
| Tampico Madero F.C. · México | 2.ª                 | Total               | 5   | 0  | - | - | -  | - | 5   | 0  |
| Total en su carrera | Total en su carrera | Total en su carrera | 193 | 11 | 9 | 0 | 13 | 0 | 215 | 11 |
| (1)Incluye datos de la Copa México, Pre Pre Libertadores (1998) e InterLiga (2005 Y 2006) (1)Incluye datos de la Copa Libertadores (1999), Pre-Libertadores (1999), Concacaf Liga de Campeones (2003) y la Copa Merconorte (2001) |                     |                     |     |    |   |   |    |   |     |    |